# Avon (ort i Wiltshire)
Avon är en by i civil parish Bremhill, i distriktet Wiltshire, i grevskapet Wiltshire, i England. Byn är belägen 5 km från Chippenham. Avon var en civil parish 1866–1895 när blev den en del av Kellaways. Civil parish hade 10 invånare år 1891.